# Bømlo (île)
Bømlo est une île norvégienne du comté de Hordaland appartenant administrativement à Bømlo.

## Description
Rocheuse , elle s'étend sur environ 33 km de longueur pour une largeur approximative de 12 km. Elle compte plusieurs villages dont Bømlo.